# 片岡篤史
片岡 篤史（かたおか あつし、1969年6月27日 - ）は、京都府久世郡久御山町出身の元プロ野球選手（内野手、右投左打）、コーチ、野球評論家。
芦屋大学で客員教授を務めていたこともある。

## 経歴

### プロ入り前
久御山町立御牧小学校・久御山町立久御山中学校出身。中学校時代はシニアリーグのチームに所属しており、後にPL学園高校で同学年のチームメイトとなるボーイズリーグ出身の立浪和義とは試合をしたことはなかったが、強打者として有名で、「京都の怪物」の異名で呼ばれていた。しかしPL学園時代は先輩たちのユニフォームを洗濯する際の洗濯機争奪戦にいつも負けているなどしていたため、立浪は片岡がいずれ寮から逃げ出すのではないかと心配していたという。
高校2年の秋の大会ではレギュラーのポジションを獲ったが、打撃には安定感がなく、左打者である片岡は、相手チームのエースが左投手だとスターティングメンバーから外されて悩んでいたという。当時大阪桐蔭高校の1年生には、後に立浪とともに中日ドラゴンズでプレーする左のエース・今中慎二がいた為、彼が出てくると先発から外された。また、ここという大一番で出番がないのが片岡の課題だった。そんな片岡に何とかレギュラーに定着してほしいと、立浪は寮で同じ部屋になったという。秋が深まり寒さが厳しくなった時期、「悩むくらいなら、毎朝一緒に落ち葉掃きをしないか！」と立浪から提案され、毎朝5時半に起きて約1時間、グラウンドの周りの落ち葉を掃除し続けた。最初、片岡は立浪から起こされてもなかなか布団から出ようともしなかったが、日を重ねるにつれて片岡も自分から起き出すようになり、立浪曰く「晴れやかな気持ちで一日が始まる快感を知ると、最初の眠気にさえ勝てば、むしろ楽しみになる」ほどとなり、落ち葉が落ちなくなるまで続けられたという。春になって片岡のバッティングは良くなり、片岡は不動のレギュラーとなった。
PL学園高校時代、4番打者として1987年春の第59回選抜と同年夏の第69回全国選手権で優勝を果たし、甲子園史上4校目となる春夏連覇を達成。同期に立浪・橋本清・野村弘ら、1学年下には大学でも後輩となる宮本慎也、2学年上には清原和博・桑田真澄のKKコンビがおり、片岡は清原の付き人であった。また、2学年下には清原和博の弟の清原幸治がおり、3年時の片岡の付き人であった。
卒業後は同志社大学に進学。関西学生野球リーグでは1989年春季リーグで首位打者になる。エース杉浦正則を擁し1990年秋季リーグで7年ぶりの優勝を飾る。同年の明治神宮鎮座70年記念明治神宮野球大会でも決勝で立大を延長12回の熱戦で降し優勝。リーグ戦通算91試合出場、311打数100安打、打率.322、10本塁打、48打点。ベストナイン4度受賞。
1991年度ドラフト会議にて日本ハムファイターズから2位指名を受けて入団。担当スカウトは大学の先輩である宮本好宣。

### 日本ハム時代
1992年4月4日の西武ライオンズ戦に「7番・三塁手」で先発しプロ初出場。この試合で工藤公康からプロ初ヒットを放った。4日後の近鉄バファローズ戦では入来智からプロ初本塁打を放った。その後は本塁打が出ず、6月末まで打率.262、1本塁打の成績ながらも土橋正幸監督が辛抱強く使い、7月に打棒が爆発し、.385、6本塁打、20打点で月間MVPを獲得する。西武がリーグ3連覇を決めた9月30日の試合では潮崎哲也から左飛に打ち取られ最後の打者になっている。1年目から三塁のレギュラーとして出場し、125試合で打率.290、10本塁打を記録し、規定打席にも到達するなど活躍した。新人王争いは高村祐（近鉄）に敗れたが、その活躍から特別表彰を受けている。また、入団の際に大学卒業に必要な単位が不足していたため、1年留年し、シーズンオフに残存単位を取得して卒業した。
1993年はオールスターゲームに初めて選出された。同年は打点と本塁打が前年より減り、三振数は102を記録したが、打率.287を記録した。オフの秋季キャンプでの打撃練習中に右肘を痛めた。
1994年は2年ぶりに2桁本塁打を記録したが、肘の故障に苦しみ99試合の出場、打率は2割台前半だった。また、チームも10年ぶりの最下位に終わった。10月に日本人野手初となるトミー・ジョン手術を受けた。
1995年は肘の状態を考慮して一塁手にコンバートし、2年ぶりに100試合出場を超えた。規定打席には到達したが、打撃不振は変わらず、2年続けて100安打に到達しなかった。オフに加藤秀司打撃コーチの助言で打撃感覚を取り戻した。
1996年はこれまでの不振を一掃する活躍を見せ、自身初の3割となるリーグ2位の打率.315を記録（自己最高打率）し、15本塁打を記録した。
1997年、読売ジャイアンツから自由契約になった落合博満が加入した関係で一塁手から三塁手へ再びコンバートした。打撃では3割は逃したが、17本塁打を放った。
1998年は、前年同様17本塁打を記録した。また2年ぶりの打率3割と最多四球を記録し、最高出塁率のタイトルを獲得した。113四球は当時のパ・リーグ記録。オフに出演したプロ野球オールスタースポーツフェスティバルの相撲競技で右肩を脱臼した（対戦相手は山崎武司）。
1999年、開幕戦から4打数4安打の固め打ちするなど4試合で打率5割を記録した中、4月7日の西武戦で、プロ初先発の松坂大輔が投げた155km/hの速球に、片岡は豪快な空振りをした。その映像は松坂のデビュー戦のハイライトとしてよく使用されている。試合前には「データでは松坂は変化球投手だ」と分析しており、前日に食事をした金村義明にもそう語っていた。当時西武の監督だった東尾修は金村から聞いた話として片岡は「所詮は高校生。スライダー投手じゃないですか。明日は血祭りにしてあげますよ。」と言い、金村が松坂に「片岡がお前の事変化球投手って言ってたぞ。あいつだけは真っすぐ思い切りっとけ」と伝えたところ松坂は笑っていた。それ以後片岡は松坂を得意としている。同シーズンはこの松坂の初対戦時のフルスイングで脇腹とヒラメ筋を痛め、故障を抱えたまま戦ったため、前年の成績を下回った。
2000年4月2日の西武戦で土肥義弘からソロ本塁打を放ち、プロ通算100本塁打を達成した。5月31日の福岡ダイエーホークス戦で1000試合出場を達成した。6月13日の近鉄戦では1000安打を達成した。6月30日の対西武戦で、9回裏に松坂のノーヒットノーランを阻止するヒットを打っている。打ったボールは前年空振りを喫した高めの直球だった。同年は節目の年となり、打率.290で自己最多の21本塁打、97打点を記録した他、2年ぶりに最多四球を記録した。また、1997年から2000年まで4年連続でオールスターゲームに選出された。
2001年は打撃3部門全て前年を下回る成績で出場試合数も106試合と前年から減少し、打率も.254で終わるなど不本意な成績となった。チームも7年ぶりの最下位に終わった。
日本ハム時代は、選手会長としてチームを引っ張り、岩本勉はテレビ番組で「マウンド上でくじけそうになったときも、片岡さんが後ろから励ましてくれて有り難かった」と話している。また、小笠原道大がまだ新人だった頃、その才能を見抜いて熱心に指導を行い、小笠原本人も「いつも片岡さんの背中を追いかけていた」と語っている。後に小笠原がFA宣言し、日本ハムに残留するか読売ジャイアンツへ移籍するか迷った時に、最初に相談した相手は片岡だった。

### 阪神時代
2001年シーズンオフにFA宣言し、12月21日に星野仙一が監督に就任した阪神タイガースへ移籍。このオフに結婚。夫人は当時大学4年生だった。その後、2児をもうける。
2002年は2年ぶりにオールスターゲームに選出されたが、シーズンではセ・リーグのバッテリーの配球に苦しみ、120試合に出場して規定打席には到達したが打率.228、11本塁打、46打点と不本意な成績で終わった。
2003年は規定打席には到達しなかったが勝負強い打撃で復活し、110試合の出場で打率.296、12本塁打、55打点の成績を残した。阪神のリーグ優勝に貢献した。12本塁打は阪神移籍後最多だった。チームが優勝を決めた9月15日の広島東洋カープ戦では、8回裏に代打で登場して同点ソロ本塁打を放ち、9回裏にも一死一塁から右前へのヒットで一・三塁として赤星憲広のサヨナラ打を演出した。
2004年は新監督に現役時代阪神のスターだった岡田彰布が監督に就任。新外国人のマイク・キンケードが加入し、三塁のレギュラーを争うことになった。開幕スタメンこそ逃したがキンケードの故障離脱で先発出場が増えた。しかし今度は片岡が不調に陥ってしまい、開幕から遊撃手で起用された新人の鳥谷敬が打撃不振のため数試合でその座を藤本敦士に譲り、その鳥谷が片岡の不調に伴って三塁手に配置転換されるとそのまま定着したため代打に回る機会が増えた。最終的に出場機会を確保できず46試合の出場にとどまり、打率も.205と不振で本塁打も9年ぶりの1桁（3本塁打）に終わった。
2005年は鳥谷が遊撃手に戻ったが、三塁手に今岡誠、一塁手にはアンディ・シーツが起用されたことでこの年もレギュラーで起用されなかった。代打で6打席連続ヒットを記録するなど、ここぞという時の切り札として活躍したが、全体では50試合の出場で前年同様低調な成績で終わった。また、本塁打数はプロ入り後ワーストの1本だった。この年チームは2年ぶりにリーグ優勝した。
2006年は関本健太郎らにポジションを奪われ、更に相次ぐ故障から前年同様50試合の出場に留まった上、本塁打がわずか1本で打率も1割台と打撃不振に陥り、シーズン終盤に戦力外通告を受けた。これを受けて体力的な限界もあったことからこの年をもって現役を引退。阪神ではシーズン100安打を打てず、規定打席に到達したのは2002年の1回だけだった。引退試合となった10月12日の中日ドラゴンズ戦では「6番・三塁手」でスタメン出場し、左翼を守っていた盟友である立浪の頭上を越える二塁打を放つなど2安打で有終の美を飾った。胴上げには阪神選手のほか、中日から立浪、谷繁元信、井上一樹、PL学園の後輩である福留孝介、日本ハム時代のチームメイトである奈良原浩、上田佳範も加わった。引退セレモニーでは立浪が花束を贈呈し、片岡と熱く抱擁を交わした。

### 引退後
2007年から3年間フジテレビ・関西テレビの野球解説者、スポーツニッポンの野球評論家に就任。関西テレビの『ぶったま!』では、阪神の一軍打撃コーチに就任した広澤克実に代わりレギュラーコメンテーターを番組終了時まで務めていた。
また、日本ハムOBということで、『STVアタックナイター・ファイターズスタジアム』（STVラジオ）解説者として北海道のラジオでも解説を担当している。2007年9月29日の千葉マリンスタジアムでのロッテ対日本ハム戦は、日本ハムのリーグ優勝がかかっていたため、STVラジオ制作として片岡の解説で千葉から放送を行い、NRN系列で全国放送された。
2008年2月4日より広瀬哲朗の後任として、『スポーツワイド Fの炎〜SPORT HOKKAIDO〜』（北海道文化放送）の野球解説者となる。これは片岡の北海道で初のレギュラー番組である。
2010年シーズンからは阪神に一軍打撃コーチとして復帰。コーチ1年目はチーム打率.289の球団記録を残すなど、シーズンを通して打線が好調だった。
2011年12月9日、野球殿堂入り候補者名簿・プレーヤー部門に掲載される。
2012年はチーム打率はリーグ4位、チーム本塁打はリーグ最下位と低迷し、責任を取って辞任。
2013年から再び3年間、フジテレビ・関西テレビ・北海道文化放送の野球解説者、スポーツニッポンの野球評論家へ復帰。また、芦屋学園スポーツモダニズムプロジェクトの一環として、芦屋大学の客員教授を務めた。
2015年には上記の活動に加え、札幌テレビの北海道日本ハム戦中継で解説を担当。シーズン終了後の10月27日、新監督の金本知憲の強い要請で阪神の一軍打撃コーチへ再び就任することが発表された。

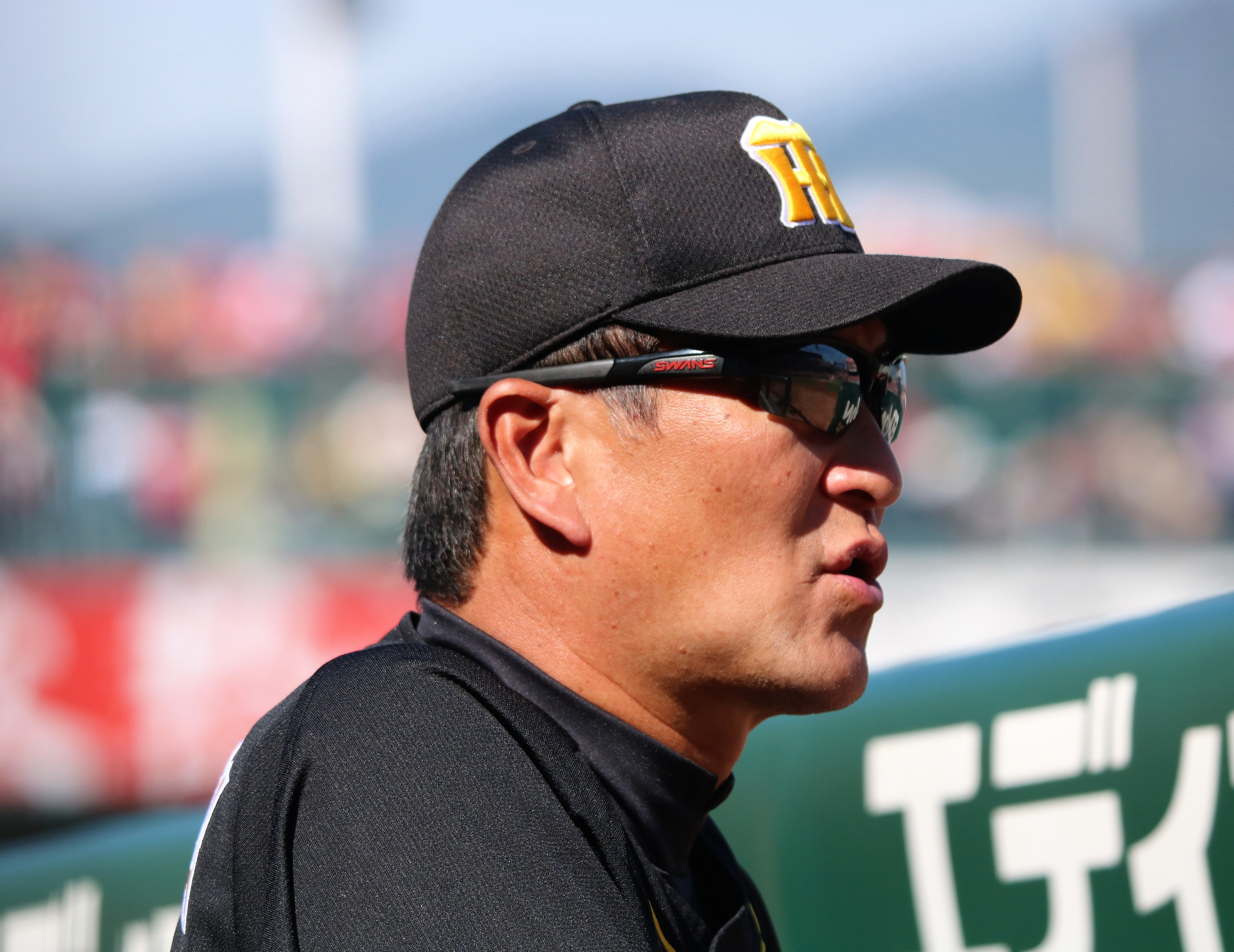
阪神タイガース一軍ヘッド兼打撃コーチ時代
（2018年5月12日、マツダスタジアムにて）

阪神の打撃コーチとしては逆方向への打撃の指導を重視していた。それは2017年シーズンにチーム最多の20本塁打を放った中谷将大に対しても例外ではなかった。大山悠輔を4番に抜擢したのは片岡の進言だった。
2018年は一軍ヘッド兼打撃コーチとなったが、チームの打率と得点がリーグ5位、本塁打数がリーグ最下位に低迷し、チームも17年ぶりの最下位に終わった。10月14日、球団へ辞任を申し入れ、受理された。
2019年からは三たび3年間、フジテレビ・関西テレビ・北海道文化放送の野球解説者、スポーツニッポンの野球評論家に復帰する。
YouTuber活動を行っている高木豊のチャンネル動画に幾度か出演していたが、同年10月12日より自身のYouTubeチャンネルも開設し、YouTuber活動を本格化させる。初回投稿動画には高木も出演した。11月29日にはPL学園の2年先輩である清原和博とのYouTube動画の撮影を行い、12月上旬から4本の動画を投稿。清原が覚醒剤取締法違反で有罪判決後、まだ執行猶予中の身分であることもあり、反響を呼んだ。清原が監督を務めた同年のワールドトライアウトでは、片岡は打撃コーチを務めていた。
2020年4月14日、新型コロナウイルスに感染し、8日から入院中であると自身のYouTubeチャンネルへの動画投稿をもって公表した。投稿された動画は片岡による病床での自撮り映像で現状を報告したもので、鼻に酸素吸入のチューブをつけ、呼吸をするのも苦しそうな途切れ途切れのかすれ声で、うつろな目をしながら話すという衝撃的なものだった。ファビピラビル（アビガン）を服用し、その後は回復し、4月24日に退院したことを報告する動画を投稿している。
2021年からは日本ハムOBとしてGAORAの解説者としても活動。
現役引退後の15年間は、「解説者・評論家としての活動期」と「阪神打撃コーチ」を3年ごとに交互に繰り返していたことになる。
2021年オフにPL学園時代の同級生であった立浪和義が一軍監督に就任すると、直後の2021年11月2日に立浪に請われる形で二軍監督に就任することが発表された。2022年は優勝した阪神に28.5差をつけられて最下位、2023年は3月末から球団ワースト記録を更新する14連敗、優勝したソフトバンクに27.5差につけられて2年連続最下位に終わった。
2024年から一軍ヘッドコーチへ昇格したが、一軍でも最下位に終わり、10月6日に同年限りで中日を退団することが発表された。
2025年からは四たびフジテレビ・関西テレビの野球解説者、スポーツニッポンの野球評論家に復帰する。

## 選手としての特徴
がに股で構えて球を惹き付け、腰を沈めながら足を高く上げてフルスイングする独特な一本足打法が特徴の好打者。日本ハム時代は“ビッグバン打線”の一角を担い、主に3番打者として活躍。1998年はつなぎの打撃で打線の潤滑油となり、抜群の選球眼でリーグ最多の113四球を選ぶと、出塁率.435で最高出塁率のタイトルを獲得。内野守備も巧みで三塁手で2度、一塁手で1度のゴールデングラブ賞に輝いている。

## 人物
現役時代から徹底した嫌煙家である。
PL学園の同級生には鍋山隆弘もいる。

### 阪神タイガースにFA移籍した経緯
日本ハム時代の2001年オフに片岡はFA権を行使すると、日に日に阪神に移籍したいという気持ちが芽生えていた。しかし、当時監督の大島康徳やチームメイトを「裏切ってしまうことにならないか」という気持ちもあり、思い悩んだという。片岡は父親から「大島さんに決めてもらえ」と言われ、大島の元を訪れて正直な思いを伝えた。大島は片岡に対し、「寂しいけれど、他のチームから来て欲しいと言ってもらえる選手になれたんだから、素晴らしいことじゃないか。（阪神で）頑張ってこい」と伝え、片岡は移籍を決断したという。

### 応援歌
日本ハム時代の応援歌は、古屋英夫のテーマ曲を流用。ファンファーレから始まる曲だった。阪神の応援団は片岡の応援歌を作る際に、このファンファーレを継承。さらに、「右投げ左打ち、実家は檜風呂 リフォーム リフォーム 片岡篤史」という歌詞を付け加えた。元々は「小さい頃からの、夢を叶える為、やってきた～、やってきた～　我らが篤史」である。また、応援歌の本編はゲームのファンタジーゾーンのBGMである。
この歌詞の由来は、日本ハム時代に片岡が父親に贈った実家の風呂の一番風呂に金村義明が入るというプロ野球ニュースのオフ企画と推測されており、金村は後に「応援歌のネタにされてしまい、申し訳ないことをした」と振り返った。
なお、片岡が「打席で応援歌が気になる」と契約更改で発言したため、応援団は2003年までで片岡のファンファーレの演奏を止め、この箇所を新たに作り直した。なお、引退後は阪神時代の応援歌について「今考えれば、それだけ応援歌が取り上げられることはなかなかない。いまだに皆さんに『応援歌は良かった』と言ってもらえるので」と語っている。
ジャンクSPORTS出演時や、自身のYouTubeチャンネルで「檜風呂」ではなく「檜のサウナ」だったことを証言している。このエピソードを語った動画は投稿から1日で再生回数約3万7000回、高評価数1190件を記録した。
後に、実家の風呂はホーロー製であることを明かしており、この縁でタカラスタンダードのWebムービーに起用された。

### YouTuberとして
チャンネル開設には先んじてYouTuberとして活動していた先輩・高木豊の強い勧めがあった。高木は「テレビの解説はクソつまらないが普段は面白い」「普段からのあの調子が出せれば一大人気者になれる」と片岡のトークがカメラが回っておらず、リラックスしている所では非常に面白いことを評価しており、「（YouTuberに）向いてるからやれ」とアドバイスしたのがきっかけとなった。
2022年シーズンからは、中日ドラゴンズの二軍監督を勤めつつ、並行してYouTubeでの活動を続けている。

## 詳細情報

### 年度別打撃成績
| 年 度      | 球 団      | 試 合 | 打 席 | 打 数 | 得 点 | 安 打 | 二 塁 打 | 三 塁 打 | 本 塁 打 | 塁 打 | 打 点 | 盗 塁 | 盗 塁 死 | 犠 打 | 犠 飛 | 四 球 | 敬 遠 | 死 球 | 三 振 | 併 殺 打 | 打 率 | 出 塁 率 | 長 打 率 | O P S |
| ---------- | ---------- | ----- | ----- | ----- | ----- | ----- | -------- | -------- | -------- | ----- | ----- | ----- | -------- | ----- | ----- | ----- | ----- | ----- | ----- | -------- | ----- | -------- | -------- | ----- |
| 1992       | 日本ハム   | 125   | 486   | 431   | 44    | 125   | 17       | 3        | 10       | 178   | 53    | 5     | 3        | 18    | 2     | 33    | 3     | 2     | 93    | 3        | .290  | .342     | .413     | .755  |
| 1993       | 日本ハム   | 124   | 503   | 425   | 55    | 122   | 29       | 2        | 8        | 179   | 39    | 4     | 6        | 11    | 2     | 63    | 3     | 2     | 102   | 7        | .287  | .380     | .421     | .801  |
| 1994       | 日本ハム   | 99    | 382   | 334   | 38    | 73    | 11       | 0        | 11       | 117   | 41    | 3     | 3        | 0     | 2     | 45    | 0     | 1     | 90    | 5        | .219  | .312     | .350     | .662  |
| 1995       | 日本ハム   | 106   | 421   | 357   | 40    | 80    | 12       | 2        | 6        | 114   | 39    | 1     | 2        | 6     | 1     | 55    | 2     | 2     | 83    | 3        | .224  | .330     | .319     | .649  |
| 1996       | 日本ハム   | 115   | 489   | 416   | 60    | 131   | 20       | 3        | 15       | 202   | 51    | 3     | 3        | 6     | 1     | 65    | 2     | 1     | 70    | 7        | .315  | .408     | .486     | .893  |
| 1997       | 日本ハム   | 135   | 600   | 514   | 67    | 147   | 28       | 2        | 17       | 230   | 67    | 3     | 3        | 0     | 3     | 81    | 2     | 2     | 77    | 9        | .286  | .383     | .447     | .831  |
| 1998       | 日本ハム   | 133   | 584   | 466   | 89    | 140   | 26       | 1        | 17       | 219   | 83    | 2     | 0        | 0     | 4     | 113   | 1     | 1     | 93    | 8        | .300  | .435     | .470     | .905  |
| 1999       | 日本ハム   | 115   | 489   | 423   | 59    | 116   | 19       | 4        | 15       | 188   | 63    | 1     | 1        | 0     | 4     | 61    | 1     | 1     | 90    | 8        | .274  | .364     | .444     | .808  |
| 2000       | 日本ハム   | 135   | 621   | 510   | 92    | 148   | 32       | 2        | 21       | 247   | 97    | 9     | 3        | 0     | 7     | 101   | 2     | 3     | 80    | 14       | .290  | .406     | .484     | .890  |
| 2001       | 日本ハム   | 106   | 463   | 401   | 57    | 102   | 18       | 1        | 16       | 170   | 62    | 1     | 2        | 0     | 4     | 57    | 2     | 1     | 62    | 8        | .254  | .346     | .424     | .770  |
| 2002       | 阪神       | 120   | 489   | 425   | 45    | 97    | 17       | 0        | 11       | 147   | 46    | 2     | 0        | 3     | 4     | 53    | 0     | 4     | 110   | 7        | .228  | .317     | .346     | .663  |
| 2003       | 阪神       | 110   | 373   | 334   | 48    | 99    | 31       | 0        | 12       | 166   | 55    | 1     | 1        | 1     | 1     | 35    | 1     | 2     | 86    | 3        | .296  | .366     | .497     | .863  |
| 2004       | 阪神       | 46    | 106   | 88    | 8     | 18    | 5        | 0        | 3        | 32    | 7     | 0     | 0        | 0     | 0     | 16    | 0     | 2     | 24    | 0        | .205  | .340     | .364     | .704  |
| 2005       | 阪神       | 50    | 73    | 57    | 8     | 12    | 1        | 0        | 1        | 16    | 7     | 0     | 0        | 0     | 1     | 15    | 0     | 0     | 17    | 0        | .211  | .370     | .281     | .651  |
| 2006       | 阪神       | 50    | 101   | 91    | 4     | 15    | 3        | 0        | 1        | 21    | 7     | 0     | 0        | 1     | 1     | 7     | 1     | 1     | 22    | 1        | .165  | .230     | .231     | .461  |
| 通算：15年 | 通算：15年 | 1569  | 6180  | 5272  | 714   | 1425  | 269      | 20       | 164      | 2226  | 717   | 35    | 27       | 46    | 37    | 800   | 20    | 25    | 1099  | 83       | .270  | .367     | .422     | .789  |

- 各年度の太字はリーグ最高

### 年度別守備成績
| 年 度 | 球 団    | 三塁  | 三塁  | 三塁  | 三塁  | 三塁  | 三塁     | 一塁  | 一塁  | 一塁  | 一塁  | 一塁  | 一塁     | 二塁  | 二塁  | 二塁  | 二塁  | 二塁  | 二塁     |
| 年 度 | 球 団    | 試 合 | 刺 殺 | 補 殺 | 失 策 | 併 殺 | 守 備 率 | 試 合 | 刺 殺 | 補 殺 | 失 策 | 併 殺 | 守 備 率 | 試 合 | 刺 殺 | 補 殺 | 失 策 | 併 殺 | 守 備 率 |
| ----- | -------- | ----- | ----- | ----- | ----- | ----- | -------- | ----- | ----- | ----- | ----- | ----- | -------- | ----- | ----- | ----- | ----- | ----- | -------- |
| 1992  | 日本ハム | 125   | 100   | 257   | 14    | 17    | .962     | -     | -     | -     | -     | -     | -        | 3     | 2     | 4     | 0     | 1     | 1.000    |
| 1993  | 日本ハム | 124   | 97    | 224   | 10    | 13    | .970     | -     | -     | -     | -     | -     | -        | -     | -     | -     | -     | -     | -        |
| 1994  | 日本ハム | 99    | 63    | 176   | 6     | 13    | .976     | -     | -     | -     | -     | -     | -        | -     | -     | -     | -     | -     | -        |
| 1995  | 日本ハム | -     | -     | -     | -     | -     | -        | 97    | 823   | 57    | 6     | 79    | .993     | -     | -     | -     | -     | -     | -        |
| 1996  | 日本ハム | 18    | 4     | 14    | 1     | 0     | .947     | 110   | 924   | 66    | 2     | 78    | .998     | -     | -     | -     | -     | -     | -        |
| 1997  | 日本ハム | 133   | 114   | 293   | 5     | 30    | .988     | 7     | 29    | 3     | 0     | 0     | 1.000    | -     | -     | -     | -     | -     | -        |
| 1998  | 日本ハム | 132   | 118   | 280   | 12    | 27    | .971     | 2     | 1     | 0     | 0     | 0     | 1.000    | -     | -     | -     | -     | -     | -        |
| 1999  | 日本ハム | 95    | 83    | 180   | 5     | 17    | .981     | -     | -     | -     | -     | -     | -        | -     | -     | -     | -     | -     | -        |
| 2000  | 日本ハム | 135   | 129   | 237   | 12    | 26    | .968     | -     | -     | -     | -     | -     | -        | -     | -     | -     | -     | -     | -        |
| 2001  | 日本ハム | 102   | 84    | 184   | 9     | 13    | .968     | -     | -     | -     | -     | -     | -        | -     | -     | -     | -     | -     | -        |
| 2002  | 阪神     | 114   | 64    | 217   | 7     | 13    | .976     | 16    | 73    | 2     | 0     | 5     | 1.000    | -     | -     | -     | -     | -     | -        |
| 2003  | 阪神     | 99    | 60    | 131   | 3     | 10    | .985     | 11    | 37    | 3     | 0     | 0     | 1.000    | -     | -     | -     | -     | -     | -        |
| 2004  | 阪神     | 28    | 8     | 36    | 2     | 2     | .957     | -     | -     | -     | -     | -     | -        | -     | -     | -     | -     | -     | -        |
| 2005  | 阪神     | 2     | 1     | 1     | 0     | 0     | 1.000    | 10    | 53    | 4     | 0     | 4     | 1.000    | -     | -     | -     | -     | -     | -        |
| 2006  | 阪神     | 32    | 9     | 41    | 4     | 2     | .926     | 3     | 6     | 0     | 0     | 1     | 1.000    | -     | -     | -     | -     | -     | -        |
| 通算  | 通算     | 1238  | 934   | 2271  | 90    | 183   | .973     | 256   | 1946  | 135   | 8     | 167   | .996     | 3     | 2     | 4     | 0     | 1     | 1.000    |

- 太字年はゴールデングラブ賞受賞

### タイトル
- 最高出塁率：1回（1998年）

### 表彰
- ベストナイン：2回（1996年、1998年）
- ゴールデングラブ賞：3回（一塁手部門：1996年、三塁手部門：1997年、1998年）
- パ・リーグ連盟特別表彰：1回（新人特別賞：1992年）
- 月間MVP：1回（1992年7月）
- 東京ドームMVP：2回（1996年、1998年）
- ゴールデンスピリット賞（2000年）
- オールスターゲーム優秀選手賞：1回（2002年第1戦）

### 記録
初記録
- 初出場・初先発出場：1992年4月4日、対西武ライオンズ1回戦（西武ライオンズ球場）、「7番・三塁手」で先発出場
- 初安打：同上、7回表に工藤公康から右前安打
- 初打点：1992年4月8日、対近鉄バファローズ2回戦（藤井寺球場）、3回表に江坂政明から
- 初本塁打：1992年4月9日、対近鉄バファローズ3回戦（藤井寺球場）、7回表に入来智から右越2ラン
- 初盗塁：1992年5月24日、対西武ライオンズ8回戦（東京ドーム）、2回裏に二盗（投手：石井貴、捕手：伊東勤）

節目の記録
- 100本塁打：2000年4月2日、対西武ライオンズ2回戦（西武ドーム）、7回表に土肥義弘から右越ソロ ※史上208人目
- 1000試合出場：2000年5月31日、対福岡ダイエーホークス11回戦（東京ドーム）、「3番・三塁手」で先発出場 ※史上360人目
- 1000安打：2000年6月13日、対大阪近鉄バファローズ12回戦（大阪ドーム）、9回表にユウキから遊撃内野安打 ※史上201人目
- 150本塁打：2003年4月29日、対読売ジャイアンツ4回戦（阪神甲子園球場）、2回裏に桑田真澄から右中間へソロ ※史上124人目
- 1500試合出場：2005年8月13日、対読売ジャイアンツ14回戦（東京ドーム）、5回表に杉山直久の代打で出場 ※史上145人目

その他の記録
- 最多四球：2回（1998年、2000年）※1998年に記録した113四球は当時のパ・リーグ史上最高数
- オールスターゲーム出場：6回（1993年、1997年、1998年、1999年、2000年、2002年）

### 背番号
- 38（1992年）
- 8（1993年 - 2006年）
- 88（2010年 - 2012年、2022年 - 2024年）
- 81（2016年 - 2017年）
- 80（2018年）

## 関連情報
いずれも野球解説者として出演

### 出演番組
- enjoy! Baseball（フジテレビ・関西テレビ、北海道文化放送）

※関西テレビローカル中継では「プロ野球中継」、北海道文化放送では「BASEBALL SPECIAL」のタイトル - 2007年 - 2009年に出演。2013年 - 2015年、2019年 - 2021年に復帰。
- プロ野球ニュース（2013年 - 2015年、2019年 - 2021年）
- 片岡篤史の激アツ!プロ野球（ニッポン放送）
- 虎LIVE!（関西テレビ）
- スポーツワイド Fの炎〜SPORT HOKKAIDO〜（北海道文化放送）
- STVアタックナイター・ファイターズスタジアム（STVラジオ）
- ぶったま!（関西テレビ）（番組終了）

### 書籍
- 『PL学園OBはなぜプロ野球で成功するのか?』（橋本清(著)、ぴあ、2009/3、橋本清が第8章で片岡を取材、ISBN 978-4835617282）
- 『プロ野球 成功する人の条件』（高橋慶彦との共著、KADOKAWA/中経出版、2015/2/14)